# To Those Left Behind
To Those Left Behind (с англ. — «Тем, кто остался позади») — пятый студийный альбом металкор-группы Blessthefall, изданный 18 сентября 2015 года на лейбле Fearless Records. С альбома вышло два сингла: первый, «Up in Flames», был выпущен во время участия группы в Vans Warped Tour 2015, 9 июля 2015; второй, «Walk on Water» — 9 августа 2015.

## История
В апреле 2015 года группа сообщила о начале работы над пятым альбомом в студии с Джоуи Стерджисом (англ. Joey Sturgis). В июне, в течение Warped Tour 2015, они объявили, что альбом выйдет 18 сентября на лейбле Fearless Records. Описывая альбом, фронтмен группы Боу Бокан сказал: «своей группой мы постоянно пытаемся переплюнуть самих себя, подниматься ступенькой выше каждой записью. Этим новым альбомом мы сделали огромный чёртов прыжок вперёд и находимся на пике, как музыканты и как авторы песен. Мы с нетерпением предвкушаем, куда приведёт нас наш альбом». Было объявлено, что купившие альбом через сайт Merchnow получат бонус-трек: акустическую версию песни «Condition//Comatose».

## Список композиций
| №   | Название                            | Длительность |
| --- | ----------------------------------- | ------------ |
| 1.  | «Decayer»                           | 4:07         |
| 2.  | «Walk on Water»                     | 3:55         |
| 3.  | «Dead Air»                          | 3:48         |
| 4.  | «Up in Flames»                      | 3:31         |
| 5.  | «Against the Waves»                 | 3:40         |
| 6.  | «Looking Down from the Edge»        | 3:59         |
| 7.  | «Keep What We Love & Burn The Rest» | 2:51         |
| 8.  | «Condition//Comatose»               | 3:45         |
| 9.  | «Oathbreaker»                       | 3:36         |
| 10. | «To Those Left Behind»              | 4:18         |
| 11. | «Departures»                        | 4:30         |

## Участники записи
Blessthefall:
- Боу Бокан — чистый вокал, клавишные, экстремальный бэк-вокал;
- Эрик Ламберт — соло-гитара, бэк-вокал;
- Джаред Варт — экстремальный вокал, бас-гитара, бэк-вокал;
- Мэтт Трейнор — ударные, перкуссия;
- Эллиотт Грюнберг — ритм-гитара, бэк-вокал, экстремальный вокал на втором треке.

Технический состав:
- Joey Sturgis — продюсирование, инженеринг, мастеринг, редактирование и инженеринг вокала;
- Nick Matzkows — редактирование, инженеринг, бэк-вокал;
- Erik Ron — редактирование, инженеринг и продюсирование вокала;
- Joel Wanasek — помощник по сведению;
- Josh Parpowicz — помощник;
- Anthony Reeder — инженеринг;
- Florian Mihr — арт-директор и дизайнер;
- Karl Pfeiffer — фотография.

Приглашённые музыканты (подпевка):
- Josh Buckner;
- Matt Chambers;
- Chris Koo;
- Alex Kuzmanovic;
- Kristin Leanne;
- Michael Martenson;
- Jacob Matzkows;
- Randy McClaughry;
- Mark Peromm.

## Награды и критика
| Оценки критиков   | Оценки критиков |
| Источник          | Оценка          |
| ----------------- | --------------- |
| Alternative Press | [ 3 ]           |
| HM Magazine       | [ 7 ]           |
| Outburn           | [ 8 ]           |

Альбом был получил положительные оценки критиков. Критики восхваляли технические аспекты альбома, хотя и отмечали, что альбом был абсолютно предсказуемым, в нём нет ничего нового. В своём обзоре для Alternative Press Тайлер Дэвидсон пишет: «…blessthefall определённо знают, как удвоить каждый элемент и кристаллизировать дихотомию таким образом, чтобы она одновременно отвечала жанру и чувствовалась достаточно свежей, чтобы создать прочное впечатление». В своей более сдержанной рецензии для HM Magazine Тайлер Вестон писал: «слава им за то, что их последний альбом не вошёл в рутину металкора. Это не переломный альбом, но виден устойчивый процесс постепенного улучшения их работы, длящийся уже более десятилетия». В более благосклонной рецензии для Outburn, Натаниэль Лэй описывает альбом как «первоклассный пример металкора».
Альбом был поставлен на 39 место в списке 50 лучших релизов 2015 года по версии журнала Rock Sound.